# Stuyvesant Town–Peter Cooper Village
Stuyvesant Town y Peter Cooper Village, algunas veces llamado por el apócope StuyTown, es un gran proyecto residencial que se inició en 1947 en el bajo Manhattan. Es un conjunto de 110 edificios de apartamentos construidos con ladrillos desde la Primera Avenida hasta la Avenida C entre las calles 14 y 20. Ocupa un total de 32 hectáreas y está dividido en dos partes: Stuyvesant Town, al sur de la calle 20 y Peter Cooper Village al norte de esa vía. Juntos, los dos proyectos contienen 11.250 departamentos.
Stuyvesant Town-Peter Cooper Village fue un asentamiento planeado, iniciado en 1942 cuyo primer edificio se abrió en 1947. Reemplazó al Gas House District de tanques de gas. El complejo ya ha sido vendido en varias ocasiones, más recientemente en 2015, cuando lo compraron Ivanhoé Cambridge y Blackstone Group por 5450 millones de dólares.
Stuyvesant Town-Peter Cooper Village es parte del distrito comunitario N.º 6 de Manhattan y sus principales códigos ZIP son 10009 y 10010. Está patrullado por el 13.º precinto del Departamento de Policía de Nueva York

## Geografía
Stuyvesant Town–Peter Cooper Village esta rodeada por la Primera Avenida al oeste, la calle 23 al norte, la Avenida C al este y la calle 14 al sur. El complejo ocupa 320.000 metros cuadrados de terreno en total, incluyendo estacionamiento. Stuyvesant Town–Peter Cooper Village contiene 11.250 departamentos en 110 edificios.
Los edificios al sur de la calle 20 son conocidos como Stuyvesant Town, o "Stuy Town". Fueron nombrados en honor de Peter Stuyvesant, el último director general de la colonia neerlandesa de Nueva Ámsterdam, cuya granja ocupó ese lugar en el siglo XVII. Los edificios al norte de la calle 20 son llamados Peter Cooper Village, en honor del industrialista, inventor y filántropo del siglo XIX Peter Cooper, que fundó la Cooper Union.
Stuyvesant Town–Peter Cooper Village colinda con los barrios Stuyvesant Park y Gramercy Park al oeste, la East Village y Alphabet City al sur, y Kips Bay al norte. El área al oeste es notable por el parque de dos cuadras rodieada por la antigua Stuyvesant High School llamada Stuyvesant Square, la iglesia de San Jorge, y la Beth Israel Medical Center.

## Historia

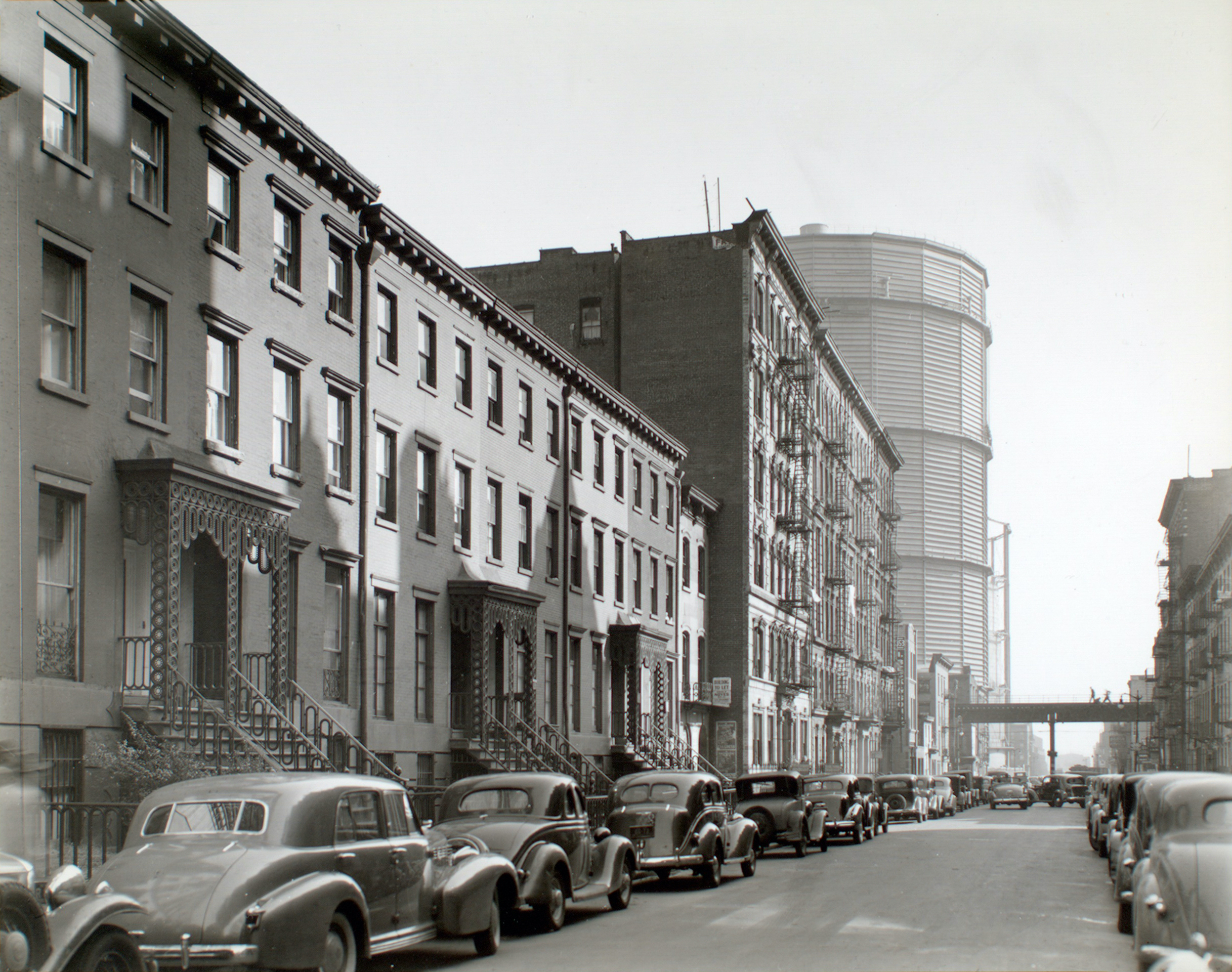
Vista hacia el este de la calle 20 este en dirección a la Primera Avenida en 1938. Esta foto muestra dos de los enormes tanques de gas que dieron a esta zona el nombre de Gas House District; la cuadra en primer plano no fue parte del complejo Stuyvesant Town–Peter Cooper Village, pero el área al este de la Primera Avenida, donde están los tanques, sí lo fue. (Foto de Berenice Abbott)

### Gas House District
En 1842, el primer tanque de gas fue construido en la esquina de la calle 23 este y el río,: 187–189  seguido rápidamente de la construcción de otros tanques de gas y, hacia finales del siglo XIX, el pasó a conocerse como el "Gashouse District" (distrito de la casa del gas) debido a la cantidad de tanques de almacenamiento de gas propiedad de la Consolidated Gas Company que dominó el paisaje de la calle. Los tanques, que algunas veces tenían fugas, hicieron de esta área una en donde nadie quería vivir, salvo bandas como la Gas House Gang y otras que operaron en esa área. La población era predominantemente pobre, siendo en un inicio de mayoría irlandesa y luego alemana y judía. Luego fueron predominantes los eslovacos e inmigrantes de otros países de Europa Oriental incluyendo una gran cantidad de armenios que vivieron en los años 1920 entre las Avenidas Primera y Lexigton. El crimen en el distrito era endémico. Cuando Alexander S. Williams fue promovido a capitán de policía el 31 de mayo de 1872 y asignado a esta área, afrontó la violencia de las pandillas con la misma fuerza que aquellas, reuniendo una cuadrilla que se enfrentaba a los mafiosos con garrotes. Él comentó "Hay más ley en la punta de un garrote de policía que en una decisión de la Corte Suprema".
Con la construcción de la autopista FDR Drive, el área empezó a mejorar. Para los años 1930 se derribaron todos los tanques con excepción de cuatro, y, aunque continuaba con apariencia deteriorada, el área no estaba más arruinada que muchas otras partes de la ciudad en los años de la Gran Depresión.
Antes de la construcción de Stuyvesant Town, el vecindario contaba con 18 manzanas con escuelas, iglesias, fábricas, casas, apartamentos, pequeños negocios e incluso algún edificio de apartamentos de estilo moderno. En total, 600 edificios, alojando 3.100 familias, 500 tiendas y pequeñas fábricas, tres iglesias, tres escuelas y dos teatros, fueron derrumbados. Como se repetiría en posteriores proyectos de Renovación urbana, unas 11.000 personas fueron obligadas a mudarse del vecindario. En 1945, The New York Times llamó a este movimiento como "el más grande y más significativo movimiento masivo de familias en la historia de Nueva York." El último residente del Gas House district, la familia Delman, se mudó en mayo de 1946, permitiendo que se completase la demolición poco después.

### Planeamiento
Debido a la escasez de vivienda en Nueva York que fue creciendo desde la Depresión, Stuyvesant Town había sido planeado como un proyecto de vivienda de la posguerra en 1942-1943, algunos años antes del fin de la Segunda Guerra Mundial. Se estableció una provisión para que las solicitudes de vivienda de veteranos de guerra tuviesen prioridad a la hora de optar. El complejo fue construido por la Metropolitan Life Insurance Company y se basó en su anterior construcción en el vecindario de Parkchester en El Bronx, que se terminó en 1942. Las mismas compañías también construyeron Riverton, en esos mismos años.
El presidente de Metropolitan Life Frederick H. Ecker dijo sobre Stuyvesant Town en su oferta inicial que haría posible para generaciones de neoyorquinos "vivir en el campo en el corazón de Nueva York". En el primer día la compañía recibió 7,000 solicitudes y recibiría 100,000 para el momento en que se entregó el primer apartamento. Los primeros inquilinos del complejo, dos veteranos de la Segunda Guerra y sus familias, se mudaron al primer edificio terminado el 1 de agosto de 1947. En 1947, los alquileres oscilaban entre $50 a $91 por mes.[cita requerida] Actualmente, las rentas van entre $3,300 por un apartamento de un dormitorio a $9,000, por una unidad de cinco dormitorios (sólo hay una en el complejo).

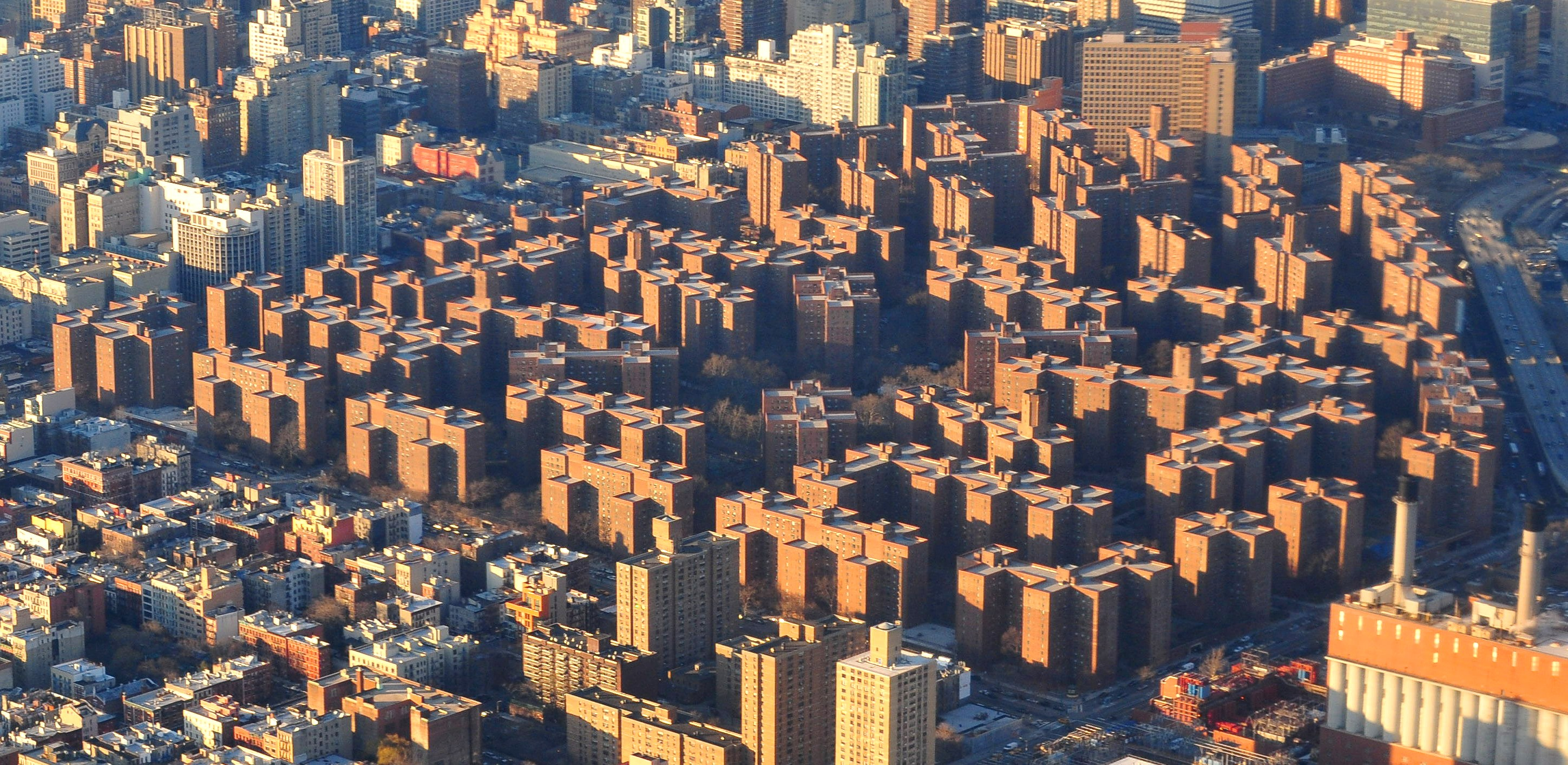
Stuyvesant Town (abajo y a la izquierda) y Peter Cooper Village (arriba y a la derecha) como se ve desde el aire sobre el río Este viendo al noroeste (2012)

#### Controversia
Stuyvesant Town fue controvertido desde el inicio. En 1943, la Asociación Nacional de Oficiales de Vivienda describió la lucha como "una batalla a la que sólo le faltan botellas de cerveza y asesinatos". Aunque nominalmente fue un proyecto privado, fue liderado por el Comisionado de Parques Robert Moses, considerado en aquel momento como la "fuerza dominante en la creación tanto de Stuyvesant Town como de Peter Cooper Village. Ante la petición del alcalde LaGuardia, Moses buscó "inducir a las compañías de seguros y bancos de ahorro a entrar en el gran esfuerzo de limpiar de barrios bajos la ciudad." Fue habilitado por varias leyes estatales y enmiendas que permitieron a compañías privadas entrar en lo que antes era un campo de acción pública.

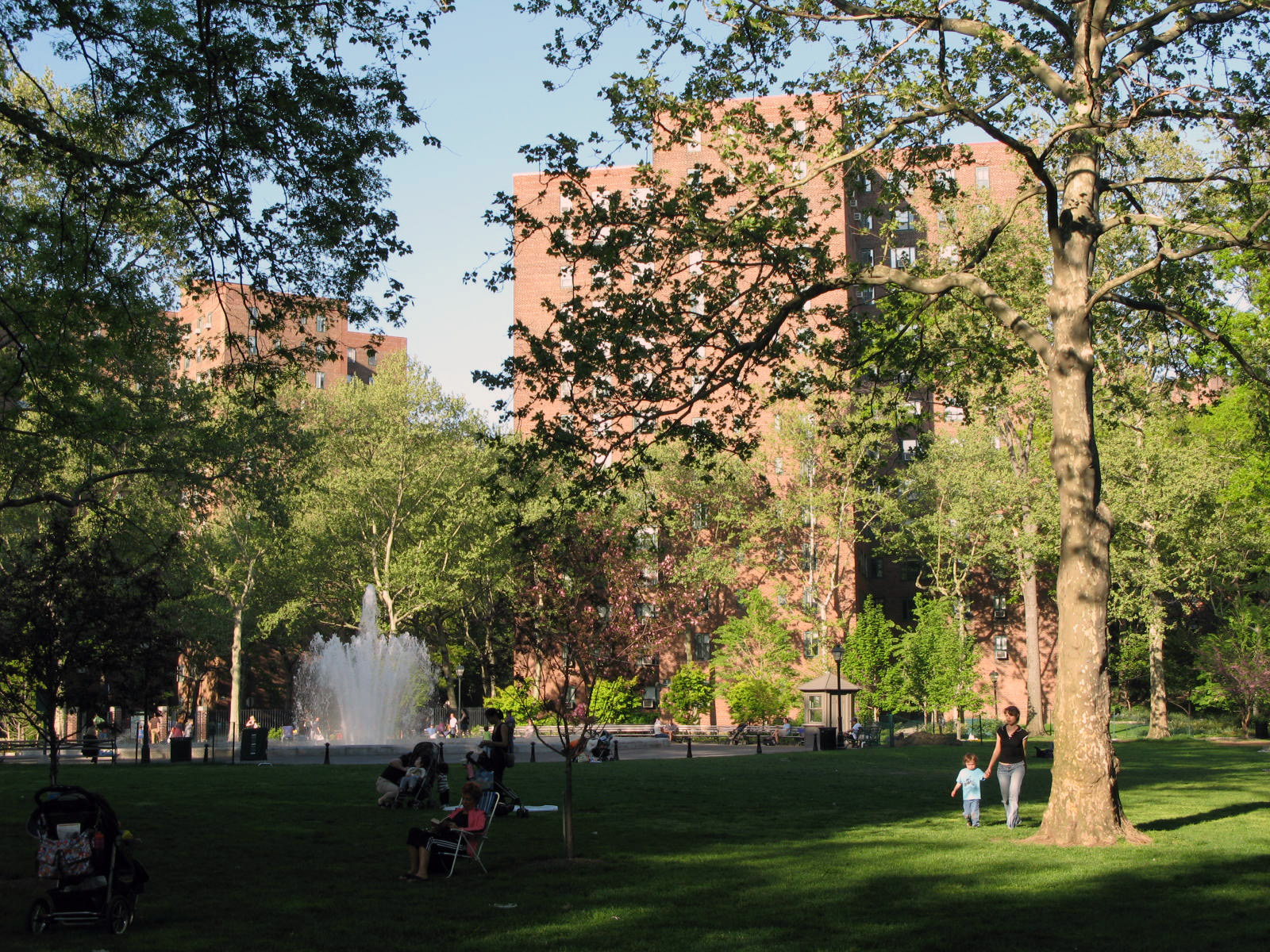
El centro verde de Stuyvesant Town, el Óvalo

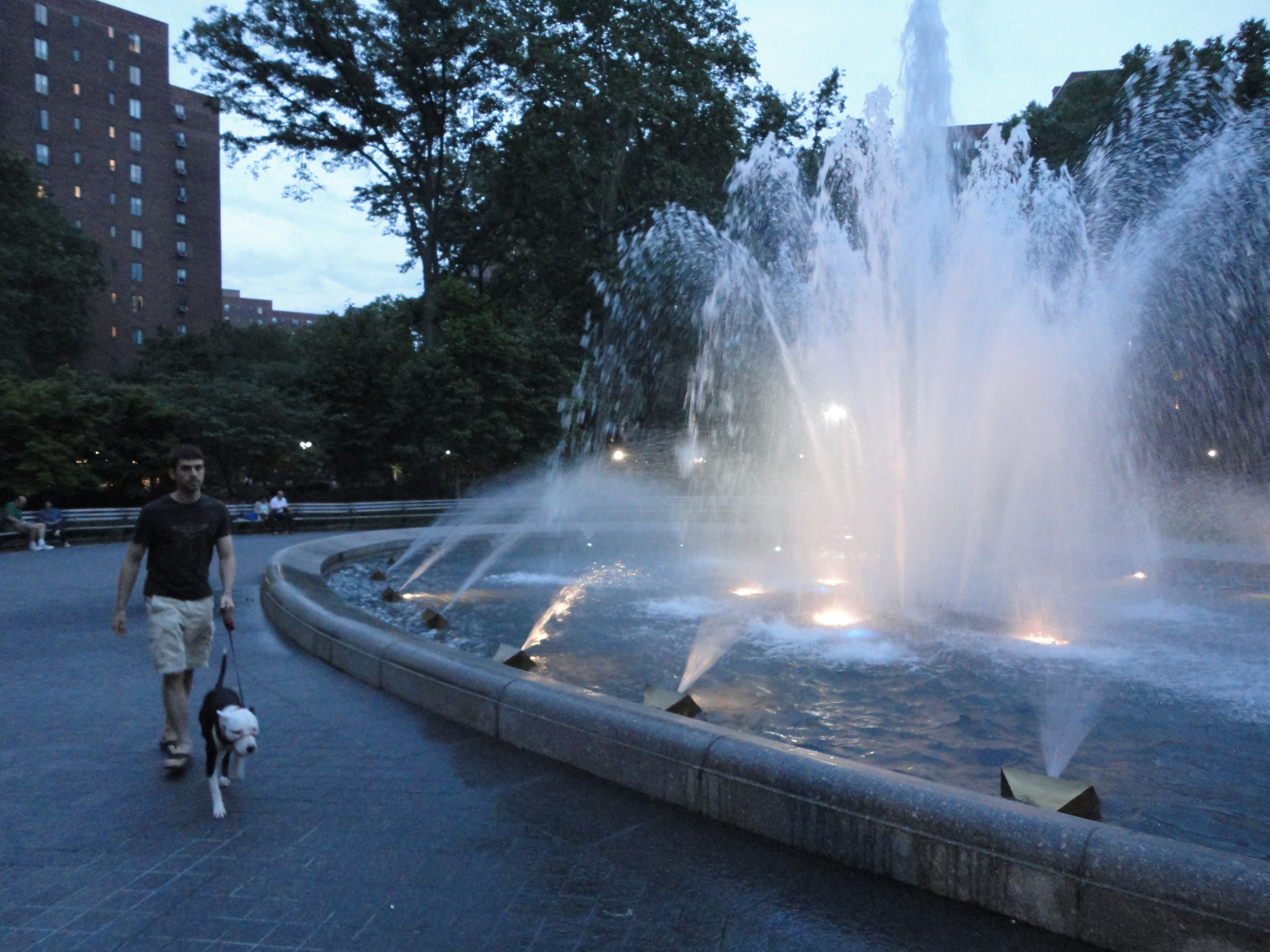
La fuente en el Óvalo

La nueva alianza público-privada y el contrato suscrito entre la ciudad y el constructor, la Metropolitan Life Insurance Company, fue fuente de mucho debate. Entre los temas en discusión estaba el uso del poder de expropiación para fines privados; la reversión de vías públicas y terrenos, como la de escuelas públicas, a propiedad privada; exención de impuestos por 25 años establecida por el contrato; y la falta de restricciones a la compañía para evitar la discriminación al momento de elegir inquilinos.
Cuando el plan de 50 millones de dólares para Stuyvesant Town fue aprobado por la Comisión de Planeamiento de la Ciudad el 20 de mayo de 1943 por cinco votos a uno, la discriminación contra afroamericanos ya era un importante tema de debate. Los consejeros Stanley M. Isaacs y Adam Clayton Powell Jr. buscaron introducir una provisión en el contrato que previniera la discriminación racial o religiosa en la elección de los inquilinos. Esta provisión no fue aceptada y aquellos que la rechazaron, incluyendo Robert Moses, argumentaron que las ganancias de la compañía se verían afectadas y que los opositores estaban "evidentemente buscando un ángulo político y no de resultados respecto a la liberación de barrios bajos". En los años posteriores a la apertura, se prohibió a personas de raza negra vivir en el complejo, con el presidente de la Metropolitan Life, Frederick H. Ecker, señalando que "negros y blancos no se mezclan". Él también creyó que integrar Stuyvesant Town disminuiría la demanda, y por tanto la valoración de los inmuebles en el área. Lee Lorch, un catedrático de la Universidad de la Ciudad de Nueva York, solicitó que se permitiera aceptar afroamericanos en el proyecto y fue despedido de su cátedra como resultado de presión de la Metropolitan Life. Después de aceptar una plaza en la Universidad Estatal de Pensilvania, Lorch permitió a una familia negra a ocupar su apartamento, eludiendo la regla de "no negros". Como resultado de presión de la Metropolitan Life, él fue despedido de su nueva plaza también.
Se interpusieron demandas basadas en que el proyecto era público o semi-público y se estaban violando las leyes contra la discriminación en vivienda pública de la ciudad de Nueva York. En julio de 1947, la Corte Suprema del Estado de Nueva York determinó que el proyecto era privado y que, en ausencia de leyes que señalasen lo contrario, la compañía podía establecer discriminación a su criterio. La corte señaló "Esta bien establecido que el dueño de un apartamento privado o vivienda pueda, sin violar ninguna provisión de la constitución federal o estatal, escoger inquilinos según su propia elección por raza, color, creencia o religión.. . Claramente, la acomodación de vivienda no es un derecho civil reconocido." La demanda interpuesta por tres veteranos de guerra afroamericnos fue solucionada sin llegar a tribunales.
Para esta fecha, la Metropolitan Life estaba construyendo las Riverton Houses, un proyecto de vivienda "separados pero iguales" en Harlem con residentes que eran principalmente negros. Algunos años después, la compañía admitió unas pocas familias blancas en Stuyvesant Town y unas pocas familias blancas en Riverton. Ambos proyectos, sin embargo, se mantuvieron bastante segregados.
Otros temas y controversias se dieron alrededor del planeamiento urbano y el diseño de Stuyvesant Town. Desde el comienzo se recriminó la prisa con la que se había aprobado el proyecto y la falta de participación pública en el proceso; la densidad de población del mismo, la ausencia de servicios públicos como escuelas, centros comunales o tiendas en el proyecto; la comunidad cerrada, el carácter de propiedad privada del complejo, y la denegatoria a residentes de la ciudad del derecho de caminar a través de una parte de la ciudad que alguna vez fue pública; y violaciones al plan maestro de la ciudad. Los propietarios del terreno interpusieron demandas pero en febrero de 1944, la Corte Suprema de los Estados Unidos se negó a revisar la constitucionalidad de la ley del estado de Nueva York que permitió ese proyecto, a pesar de la toma de propiedad pública para fines privados, la garantía de exenciones tributarias y los beneficios públicos recibidos por los constructores y sus abogados.
El complejo contenía placas originales en honor de Frederick H. Ecker y calificando el complejo como vivienda para familias de ingreso moderado, placas que fueron erradicadas durante la apertura de los complejos en 1947. En 2002, cuando la propiedad comenzó a tener precios de lujo, las placas fueron removidas.

### Últimos años

#### Venta de 2006

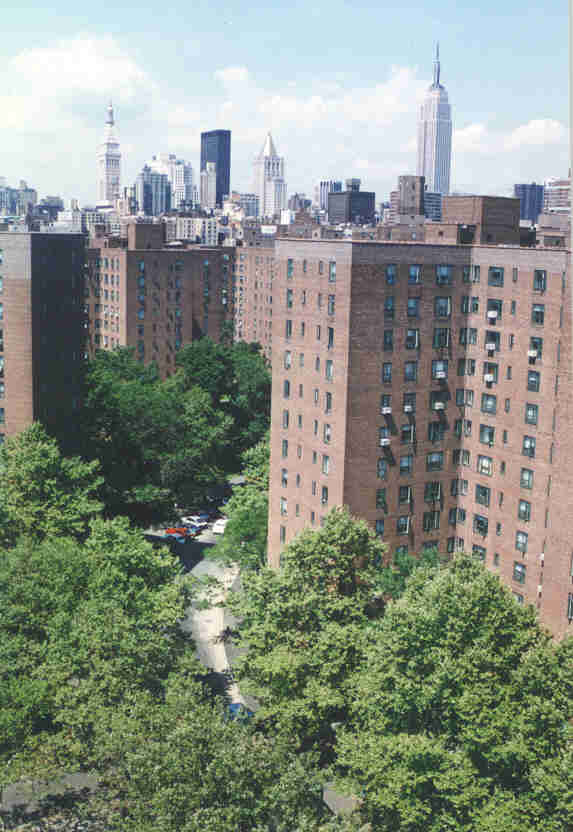
Vista de Manhattan desde Stuyvesant Town

El 17 de octubre de 2006, MetLife aceptó vender el complejo a Tishman Speyer Properties y a la rama inmobiliaria de BlackRock por 5.4 miles de millones de dólares. Se esperaba que la venta se cerrase el 15 de noviembre de 2006, de acuerdo con documentos que CB Richard Ellis, un broker inmobiliario representando MetLife, envió a los postores. MetLife contrató un broker que empezó a registrar postores e intentó establecer un ganador en noviembre de 2006. La venta llamó la atención de docenas de postores, incluyendo las principales familias inmobiliarias de Nueva York, fondos de pensión, bancos internacionales de inversión e inversores de Dubái, según el The New York Times, citando ejecutivos inmobiliarios.
El consejero municipal de Nueva York Daniel Garodnick, un residente de toda la vida de Peter Cooper Village, intentó organizar a los inquilinos e inversores para presentar una propuesta de compra del complejo. Inicialmente, MetLife consideró al grupo de inquilinos como un postor no cualificado pero, luego de recibir presiones de autoridades electas, la compañía invirtió su posición y distribuyó prospectos a los grupos de inquilinos; las propuestas fueron enviadas para el 5 de octubre de 2006. Las propuestas incluían la oferta de los inquilinos de 4.6 mil millones de dólares, una propuesta de Vornado Realty Trust, una oferta conjunta de Lehman Brothers y The Related Companies, y una de Apollo Global Management que entró con 100 millones en la propuesta de 5400 millones de Speyer. Tishman Speyer pagó sólo 56 millones en efectivo por la propiedad mientras levantó 4 mil millones en deuda de Wachovia y otros 500 millones de Merrill Lynch & Co..
El 22 de enero de 2007, una demanda colectiva fue interpuesta contra MetLife, Tishman Speyer Properties y sus asociados por parte de los inquilinos de Stuyvesant Town y Peter Cooper Village. La demanda alegaba que MetLife estaba cobrando indebidamente a los inquilinos con rentas a "precio de mercado" mientras al mismo tiempo estaba recibiendo beneficios tributarios de la ciudad de Nueva York bajo el programa J-51, que requiere que los propietarios mantengan los apartamentos con rentas estables mientras se encuentren recibiendo bonificaciones. La demanda pedía una indemnización de entre 215 y 320 millones de dólares e incluso solicitó que los apartamentos que estaban siendo alquilados en precios de mercado volvieran a tener rentas estabilizadas hasta la expiración del periodo de beneficios tributarios, lo que ocurriría después de 2017 .

#### Falta de pagos en 2010
En enero de 2010, Tishman Speyer Properties incurrió en mora por la hipoteca, lo que constituiría la falta de pagos en una hipoteca comercial más grande en la historia de los Estados Unidos. El 24 de enero de 2010, Tishman Speyer Properties entregó el control de las propiedades a los acreedores, evitando así una bancarrota. La falta de pagos fue predicha muchos meses antes; los ratings Fitch fueron degradados en agosto de 2009. En enero de 2010, el complejo fue valorado en 1.9 mil millones, lo que suponía menos del 40% de los 5.4 mil millones por los que fue comprado en 2006. Mientras la batalla legal sobre la estabilización de la renta jugó un pequeño rol en la pérdida, se cree que Tishman Speyer habría dejado de pagar incluso si hubiera ganado el pleito. Los supuestos subyacentes a la valoración de 5.4 mil millones de 2006 son extremadamente agresivos; la valoración asumió que el ingreso de las propiedades se triplicaría para 2011. La venta del monumento y la falta de pagos son el objeto del libro de 2013 Other People's Money: Inside the Housing Crisis and the Demise of the Greatest Real Estate Deal Ever Made del reportero inmobiliario del New York Times Charles V. Bagli, que cubrió Stuyvesant Town para el periódico.

#### Venta de 2015

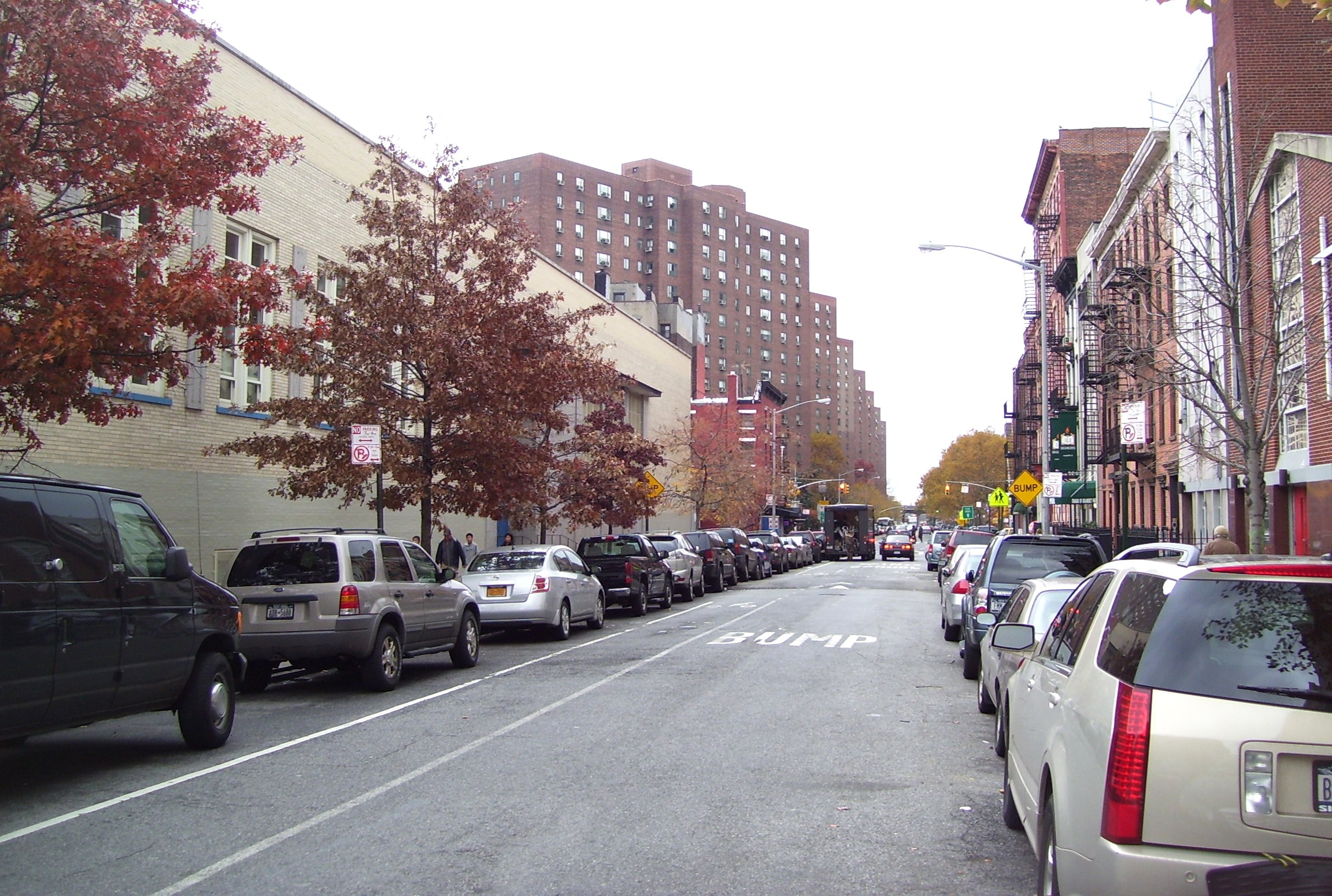
Calle 20 en 2010, mirando hacia el este a través de Peter Cooper Village. En la izquierda se encuentra el Simon Baruch Middle School (IS 104), construido en 1954.

En octubre de 2015, la propiedad fue puesta en venta a Blackstone Group LP e Ivanhoé Cambridge, la rama inmobiliaria del gigante de fondos de pensiones Caisse de dépôt et placement du Québec por aproximadamente 5300 millones de dólares. Blackstone había levantado un fondo de 15.8 mil millones, el mayor fondo inmobiliario hasta la fecha. La ciudad de Nueva York esperaba contribuir con 225 millones que permitiera preservar una porción del complejo para residentes de ingresos medios a bajos. Bajo un acuerdo vinculante con la ciudad, Blackstone aceptó mantener 5,000 unidades en precios de renta por debajo del valor de mercado hasta al menos el año 2035. La mayoría de esas unidades se concentrarían en lo que los constructores y la ciudad clasificaron como familias de "mediano ingreso": apartamentos de dos dormitorios, por ejemplo, se alquilarían en 3,200 mensuales, una renta que se considera asequible para una familia de tres que ganan $128,000 al año, sin embargo el ingreso medio en la ciudad de Nueva York para el periodo 2011-2015 fue de sólo $53,373. Alrededor de 500 unidades serían separadas para familiar de bajos ingresos, con unidades de dos dormitorios alquilándose a $1,500 mensuales. La Asociación Federal Nacional Hipotecaria proveerían Blackstone con un préstamo de 2.7 mil millones de dólares a través de Wells Fargo Multifamily Capital, y la deuda tendría un término de diez años.
La venta de 5.45 mil millones se completó en diciembre de 2015. SL Green amenazó con interponer una demanda para bloquear la venta pero 10 millones de dólares evitaron esa demanda.
Las mayores rentas y una gradual conversión de más unidades de renta regulada a renta de mercado han aumentado los beneficios de la propiedad cada año desde 2006. Con casi el 45 % de los residentes del complejo aún pagando rentas reguladas, habiendo sido el 71% en 2006, el ingreso es de casi 200 millones de dólares al año. .

## Arquitectura
El complejo está diseñado como dos grandes supermanzanas, independientes de la malla urbana que caracteriza a la mayoría de Manhattan al sur de la calle 155. Contiene dos grandes parques, uno para cada parte del complejo, yuxtapuestos con modernas torres de apartamentos de ladrillo. Su diseño fue muy influenciado por la teoría modernista de las "Torres en el parque" del arquitecto franco-suizo Le Corbusier en el que las residencias consisten en grandes edificios de apartamentos situados dentro de un espacio parecido a un parque.
Gracias a un proyecto, terminado en 2019, se realizó una instalación masiva de solares en los tejados de las torres. Esta instalación constituye el mayor conjunto de paneles solares en un complejo de departamentos en los Estados Unidos.

## Demografía
Según datos del censo de los Estados Unidos de 2010, la población de Stuyvesant Town/Peter Cooper Village era de 21 049, un aumento de 1948 (9.3 %) con relación a los 19 101 contabilizados en 2000. Ocupando un área de 53.8 hectáreas, el barrio tuvo una densidad poblacional de 39,100 personas por kilómetro cuadrado. La composición racial del vecindario fue de 74.1% (15,600) blancos, 3.6% (751) afroestadounidenses, 0.1% (23) nativos americanos, 12.6% (2,662) asiático, 0% (6) isleño del pacífico, 0.1% (23) de otras razas, y 2.6% (539) de dos o más razas. Los hispanos o latinos de cualquier raza fueron el 6.7% (1,405) de la población.
La totalidad del distrito comunitario 6, que comprende Stuyvesant Town y el East Midtown, tiene 53 120 habitantes según el informe de salud comunitaria del NYC Health de 2018, con una expectativa de vida de 84,8 años.: 2, 20  Este dato supera el promedio de expectativa de vida de 81.2 para todos los barrios de Nueva York.: 53 (PDF p. 84)  La mayoría de los habitantes son adultos: el 45 % tiene entre 25 y 44 años de edad, el 22 % tiene entre 45 y 64, y el 13 % tiene más de 65. El porcentaje de jóvenes y universitarios fue menor: de un 7 % y 12 %, respectivamente.: 2 

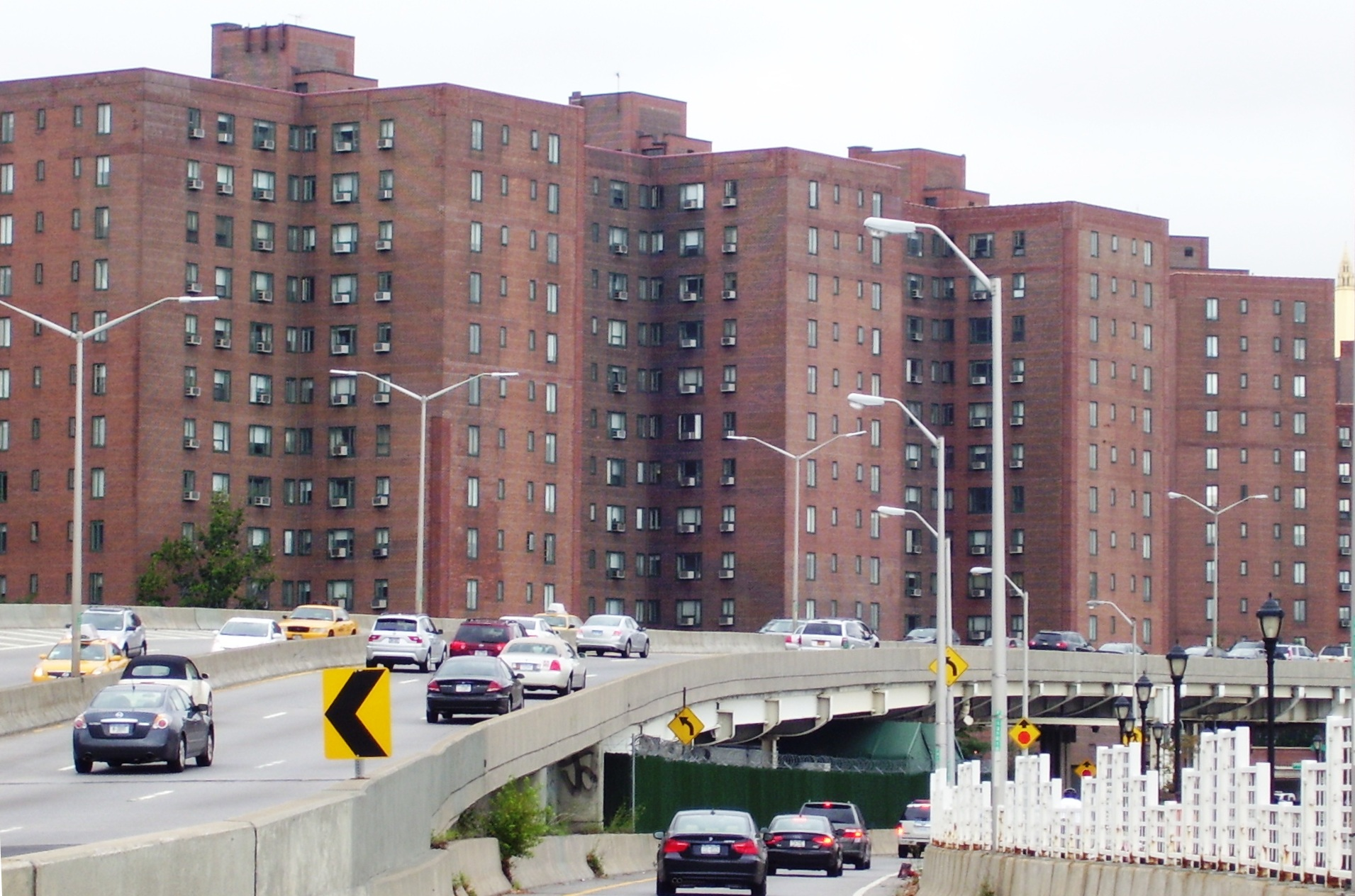
Stuyvesant Town vista desde Stuyvesant Cove Park en el río Este; en primer plano se ve la autopista FDR Drive.

En 2017, el ingreso medio en el distrito comunitario 6 era de $112 383. El ingreso medio sólo en Peter Cooper Village fue de $99.324, y el de Stuyvesant Town de $86.345. En 2018, aproximadamente el 10% de residentes de Stuyvesant Town y East Midtown vivían en pobreza, comparado con el 14% de todo Manhattan y el 20% de toda la ciudad de Nueva York. Uno de cada 25 residentes (4%) estaba desempleado, comparado con el 7%  de Manhattan y el 9% en la ciudad. El porcentaje de personas que tienen dificultad en pagar su renta es de 42% en Stuyvesant Town y East Midtown, comparado con los porcentajes de 45% en Manhattan y 51% en la ciudad. Sobre la base de este cálculo, para 2018, Stuyvesant Town y East Midtown fueron considerados barrios "altos ingresos" comparados al resto de la ciudad y que no estaban gentrificandose.: 7 

## Criminalidad
Stuyvesant Town junto con Gramercy y Madison Square está patrullada por el 13.º precinto de la policía de la ciudad, ubicado en el 230 de la calle 21 Este. El 13.er precinto y su vecino, el precinto 17, se encuentran en el puesto 57 de 69 áreas más seguras según crimen per cápita en 2010. El alto número de crímenes per cápita se relaciona con un alto número de crímenes contra la propiedad. Para 2018, con un ratio de asaltos no fatales de 35 por 100,000 personas, el ratio de crímenes violentos de Stuyvesant Town y East Midtown' es menor que el de la ciudad. El ratio de encarcelamiento es de 180 por 100,000 habitantes, menor que el de la ciudad.: 8 
El 13.º Precinto tiene un menor ratio de criminalidad que en los años 1990 con un descenso en todas las categorías de crímenes del 80.7% entre 1990 y 2018. El precinto reportó 2 asesinatos, 18 violaciones, 152 hurtos, 174 agresiones graves, 195 robos, 1,376 robos de autopartes en 2018.

### Seguridad
El complejo tiene su propia fuerza de seguridad formada por 40 oficiales. Éstos no pueden llevar armas de fuego debido a la ley estatal de Nueva York pero sí llevan garrotes, gas pimienta y grilletes. Como oficiales de seguridad pública tienen poderes coactivos limitados en Cooper Village. Patrullan la propiedad en vehículos especializados.
A fines de marzo de 2009 se instalaron y activaron cámaras de seguridad en todos los edificios de Stuyvesant Town. Además se instalaron sensores en las puertas de las terrazas para prevenir accesos no autorizados. Hay cerca de 1,200 cámaras de vigilancia ubicadas en todo el complejo que están conectadas al cuartel general de seguridad de Stuy Town en el Óvalo.
A mediados de octubre de 2008 se instauró un sistema de tarjetas de identificación como llaves de acceso en Stuyvesant Town, que reemplazaron las llaves tradicionales de las puertas de todos los edificios. Los garajes en la avenida C, las calles 20 y 14 también implementaron un sistema de acceso con tarjetas y se instalaron cámaras de seguridad.[cita requerida]

## Bomberos
Stuyvesant Town esta servida por la Bomba N.º 5 del Departamento de Bomberos de la Ciudad de Nueva York ubicada en el 340 de la calle 14 este.

## Salud

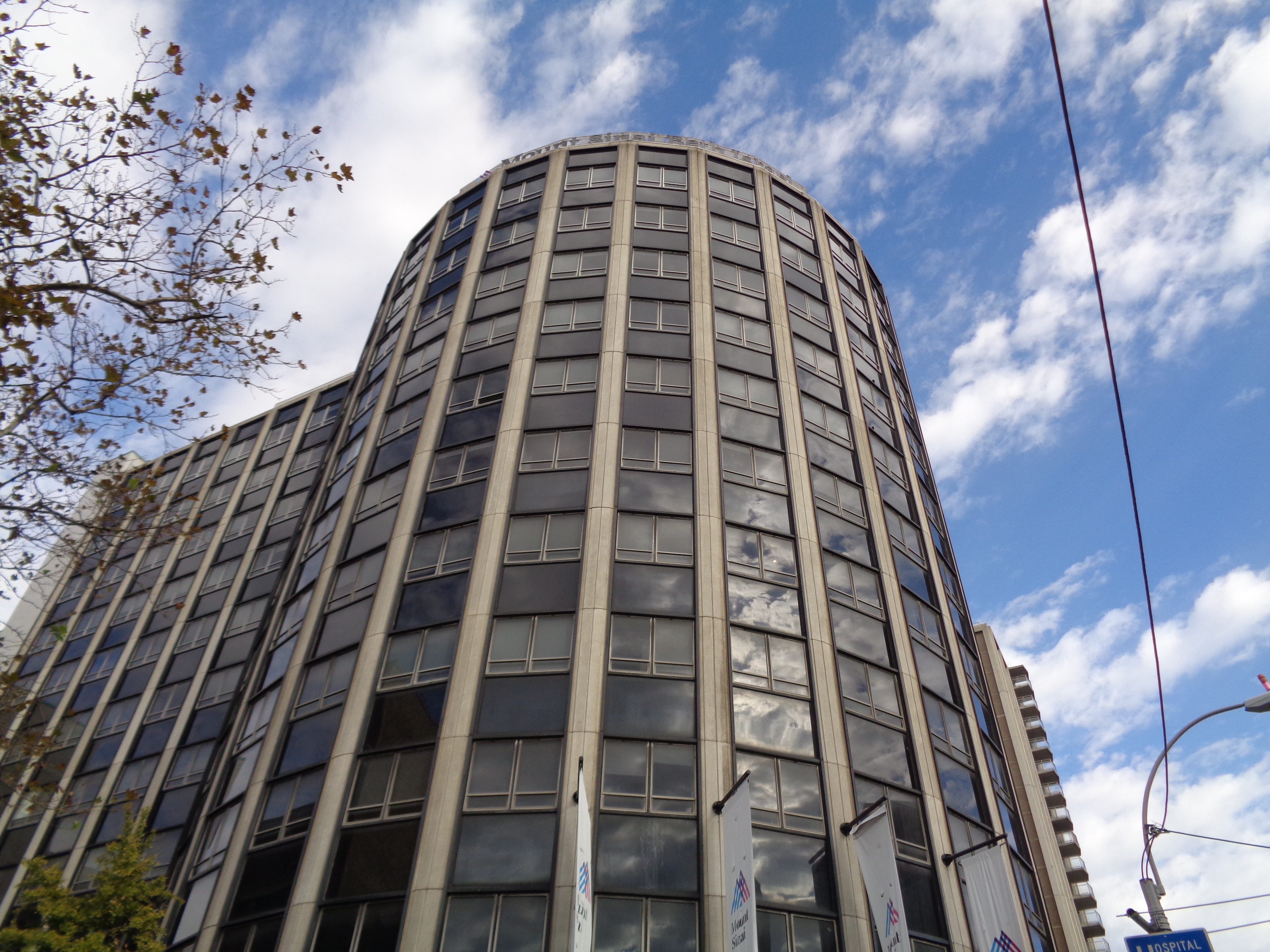
Mount Sinai Beth Israel

Al 2018, los nacimientos prematuros y los nacimientos de madres adolescentes en Stuyvesant Town y East Midtown son menores que el promedio de la ciudad. En Stuyvesant Town y East Midtown, hubo 78 nacimientos prematuros por cada 1,000 nacidos vivos (comparados a los 87 por 1,000 en la ciudad), y 1.5 nacimientos de madres adolescentes por 1,000 nacidos vivos (comparados a los 19.3 por 1,000 en la ciudad), a pesar de que el alumbramiento de madres adolescentes está basado en una pequeña muestra.: 11 Stuyvesant Town y East Midtown tienen una baja población de residentes que carecen de seguro de salud. En 2018, esta población de residentes sin seguro se estimó en el 3%, menos que el ratio de la ciudad que asciende a 12%, aunque esto está basado en una muestra pequeña.: 14 
La concentración de pequeñas partículas en suspensión, el tipo más mortal de contaminación atmosférica en Stuyvesant Town y East Midtown es de 0.0102 mg/m³, más que el promedio de la ciudad.: 9  12 % de los residentes de Stuyvesant Town y East Midtown son fumadores, que es menos que el promedio de la ciudad que asciende a 14 %.: 13  En Stuyvesant Town y East Midtown, 10% de los residentes son obesos, 5% son diabéticos, y 18% son hipertensos—comparados a los promedios de la ciudad de 24%, 11%, and 28% respectivamente.: 16  Además, 7% de los niños son obsesos comparado con el promedio de la ciudad de 20%.: 12 
91% de los residentes comen frutas y vegetales todos los días, que es mayor al promedio de la ciudad de 87%. En 2018, 90% de los residentes describieron su salud como "buena", "muy buena" o "excelente", más que el promedio de la ciudad de 78%.: 13  Por cada supermercado en Stuyvesant Town y East Midtown, hay siete bodegas.: 10 
Beth Israel Medical Center se ubica en Stuyvesant Town. Además, el Bellevue Hospital Center y NYU Langone Medical Center se encuentran en Kips Bay.

## Oficinas postales y códigos ZIP
Stuyvesant Town y Peter Cooper Village se ubican en tres códigos ZIP. El área al sur de la calle 20 en Stuyvesant Town pertenece al código 10009, mientras que el área al norte de la calle 20 y Peter Cooper Village pertenecen al código 10010. Muchos edificios en la Primera Avenida pertenecen al código 10003, el código ZIP para la East Village. El Servicio Postal de los Estados Unidos opera la oficina postal estación Peter Stuyvesant en el 335 de la calle 14 este.

## Educación

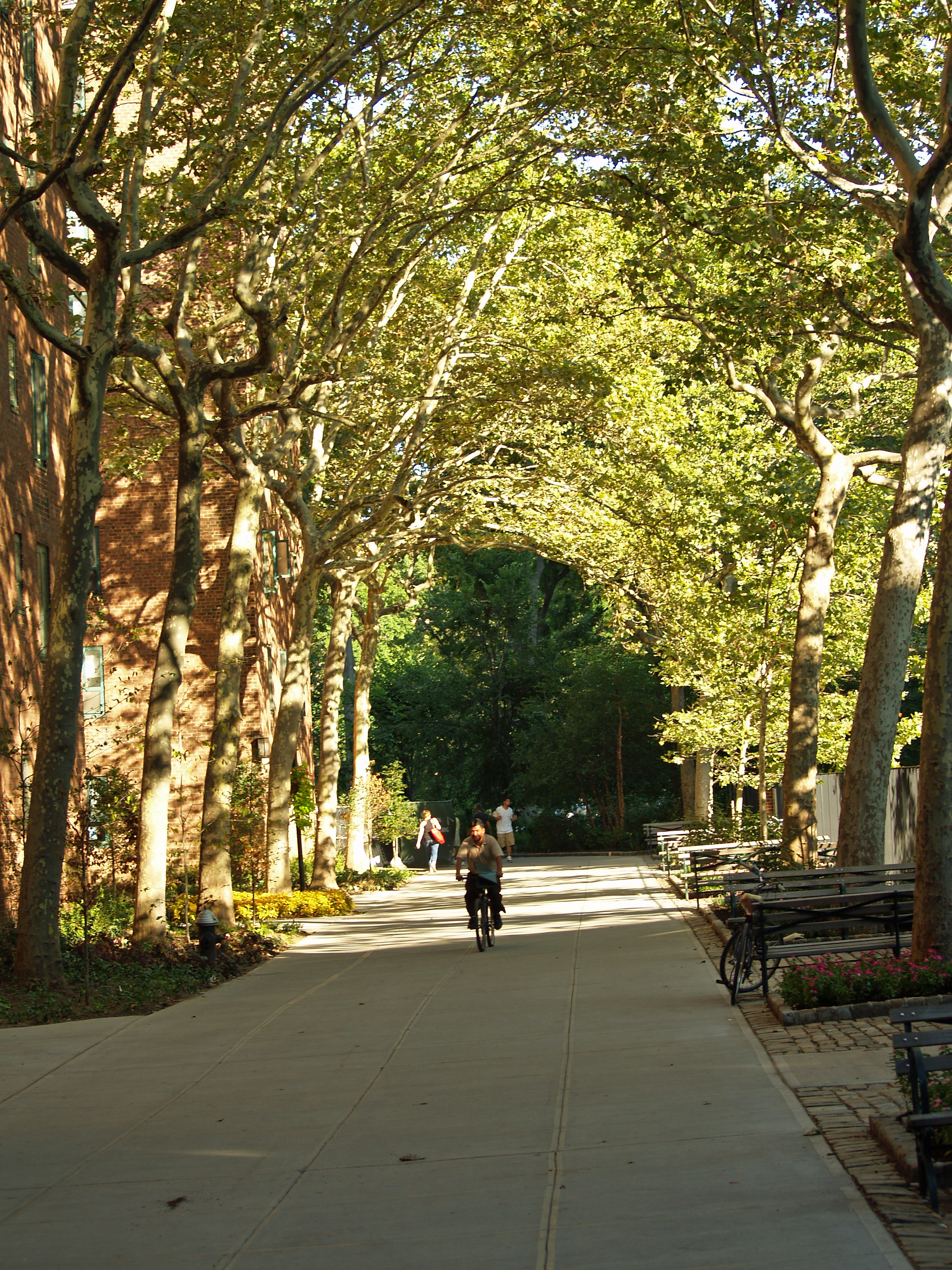
Un camino arbolado que atraviesa Stuyvesant Town en agosto de 2008

Stuyvesant Town y East Midtown generalmente tienen un mayor ratio de residentes con grado universitario que el resto de la ciudad. Una mayoría de residentes de 25 años y más (82 %) tienen educación superior o más avanzada, mientras que el 3 % no culminaron la secundaria, y el 15 % son graduados de la secundaria o tienen estudios universitarios incompletos. En contraste, el 64 % de los residentes de Manhattan y el 43% de los residentes de la ciudad tienen educación universitaria o más avanzada.: 6  El porcentaje de estudiantes de Stuyvesant Town y East Midtown con buenas calificaciones en matemática subió del 61% en 2000 al 80% en 2011, y en lectura del 66% al 68% en el mismo periodo.
El ratio de Stuyvesant Town y East Midtown de ausentismo en las escuelas primarias es menor que el resto de la ciudad. En Stuyvesant Town y East Midtown, 8% de estudiantes primarios perdieron 20 o más días al año, menos que el promedio de la ciudad de 20%.: 6 : 24 (PDF p. 55)  Adicionalmente, el 91% de los estudiantes secundarios en Stuyvesant Town y East Midtown se graduaron en su tiempo, más que el promedio de la ciudad de 75%.: 6 

### Escuelas
El Departamento de Educación de la Ciudad de Nueva York opera las siguientes escuelas primarias cerca de Stuyvesant Town–Peter Cooper Village:
- PS 19 Asher Levy (desde pre-kínder hasta 5.º grado)[70]
- PS 34 Franklin D Roosevelt (desde pre-kinder hasta 8.º grado)[71]
- PS 40 Augustus St.-Gaudens (desde pre-kínder hasta 5.º grado)[72]
- PS 226 (Desde pre-kinder a 2.º grado, 4.º a 8.º, 10.º a 11.º)[73]
- The Children's Workshop School (desde pre-kínder hasta 5.º grado)[74]

Las siguientes escuelas medias y secundarias están ubicadas cerca de Stuyvesant Town–Peter Cooper Village:
- JHS 104 Simon Baruch (grados 6-8)[75]
- MS 255 Salk School of Science (grados 6-8)[76]
- High School for Health Professions and Human Services (grados 9-12)[77]
- Institute for Collaborative Education (grados 6-12)[78]
- Manhattan Comprehensive Night and Day High School (grados 10-12)[79]

### Biblioteca

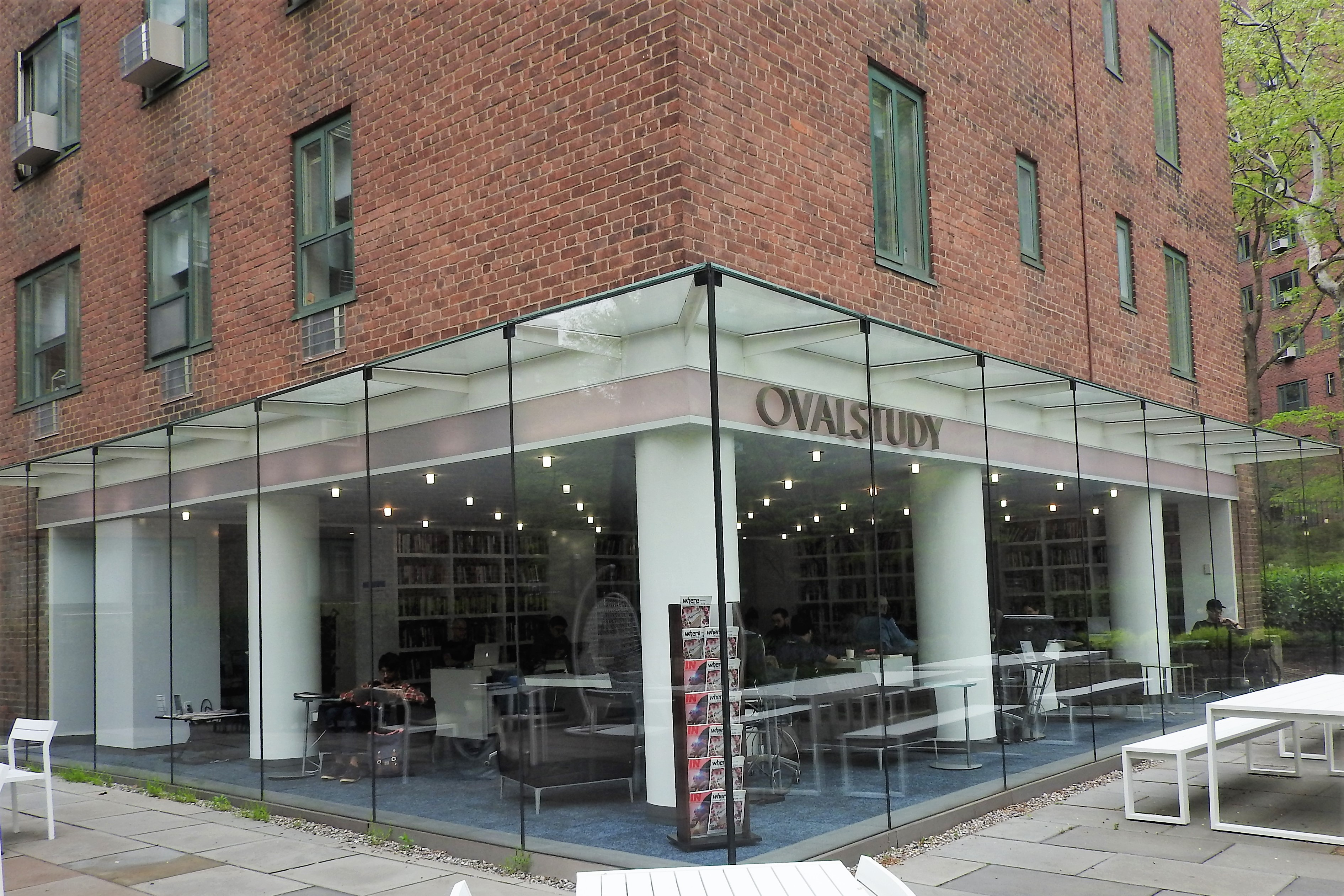
El Oval Study, un espacio de trabajo cooperativo con libros

No hay bibliotecas en Stuyvesant Town–Peter Cooper Village. La biblioteca más cercana es la oficina Epiphany de la Biblioteca Pública de Nueva York en el 228 de la calle 23 este en Gramercy/Kips Bay.

## PeriódicoTown & Village
La comunidad tiene su propio periódico, Town & Village (Pueblo y Villa), también conocido como "T&V". Fue publicado por primera vez en 1947 y ha sido publicado desde entonces cada semana, cubriendo noticias en Stuyvesant Town, Peter Cooper Village, Waterside Plaza, y Gramercy Park. El periódico fue fundado por Charles G. Hagedorn y, desde finales de los años 2000, es publicada por Hagedorn Communications. Town & Village es independiente y no está afiliado con la propietaria del complejo. 

## Vecinos famosos
- David Axelrod, asesor político.
- David Brooks, columnista del New York Times.
- Daniel R. Garodnick, político.
- Mary Higgins Clark, escritora.
- Paul Reiser, comediante.
- Michael Higgins, actor
- Chris Burke, actor.
- Frank McCourt, ganador del premio Pulitzer.
- Paul Compitus, diseñador de modas británico
- Alexis Glick, presentador de noticias.
- Keith Hufnagel, skater profesional.
- Rachel Jacobs, empresaria social.
- John Lindsay, miembro de la cámara de representantes, Alcalde de Nueva York.
- William Lombardy, gran maestro internacional de ajedrez.
- Lee Lorch, matemático y activista de derechos civiles.
- Drew Nieporent, restaurador.
- Robert Siegel, Anfitrión de la NPR

## En la cultura popular
- Peter Cooper Village es la ubicación para la nueva casa de los personajes de Aldo Ray y Judy Holiday en la comedia dramática de 1952 Chica para matrimonio, con tomas de exteriores filmadas tanto en Stuyvesant Town como en Peter Cooper Village.[82]
- El departamento del barbero en Three Days of the Condor se encuentra en Peter Cooper Village.
- El personaje de Humphrey Bogart Eddie Willis en el film negro de 1956 de boxeo Más dura será la caída—su última aparición cinematográfica—vive en el 8 de Peter Cooper Road.[82]
- Las tomas de apertura en The Bachelor Party (1956) de Delbert Mann son de Stuyvesant Town, que provee la localización para el apartamento de Charlie (Don Murray) y Helen (Kathleen Maguire).
- Stuyvesant Town es la ubicación de la novela de 2020 Apartment de Teddy Wayne.[83]